# Сапонара
Сапона̀ра (на италиански: Saponara; на сицилиански: Sapunara, Сапунара) е малко градче и община в Южна Италия, провинция Месина, автономен регион и остров Сицилия. Разположено е на 160 m надморска височина. Населението на общината е 4116 души (към 2012 г.).